# El conde Belisario
El conde Belisario es una novela histórica de Robert Graves, publicada en 1938 y basada en la vida del general bizantino Belisario. El autor, como hizo en Yo, Claudio (1934) y Claudio, el dios, y su esposa Mesalina (1935), utilizó al detalle la fuentes históricas sobre la persona y suplió los vacíos con una ficción verosímil. La novela está basada en Historia de las guerras de Justiniano e Historia secreta, de Procopio.
El autor propone la etimología del nombre Belisario, como "príncipe blanco", suponiendo un origen eslavo.
Graves trata a Belisario de forma respetuosa: las aspiraciones del general son, en todo caso, contenidas por su rígido código de honor y lealtad al emperador. Antonina y Teodora se presentan como mujeres extremadamente inteligentes, sabias y capaces, aunque propensas a los rencores y celos. El emperador Justiniano I se presenta como un hombre inteligente pero limitado por su carácter apocado, desconfiado y rencoroso, ordenando que Belisario fuese cegado y reducido a pedir limosna, luego de haber sido siempre fiel al emperador Justiniano I.

## Trama
Eugenio es un eunuco siervo de Antonina, esposa del general Belisario, que decide escribir la historia del mismo. Así será como el lector conocerá la campañas en el norte de África e Italia protagonizadas por Belisario y la relación entre Antonina y la corte del emperador Justiniano I y su mujer Teodora.